# Тодорка Минева
Тодорка Йорданова Минева е българска преводачка от френски език и главен редактор на издателство „СОНМ“.

## Биография
Родена е на 21 април 1962 година. Завършва 9 френска езикова гимназия „Алфонс дьо Ламартин“ в София, а след това философия с втора специалност френски език в Софийския университет „Климент Охридски“. Нейни преводачески проекти са печелили подкрепата на Института за науки за човека, Виена, Австрия (януари-юни 2001 година), Международния колеж за литературни преводачи в Арл, Франция (1995, 1997, 1999, 2004, 2008, 2016, 2024), Международния преводачески колеж „Лорен“, Швейцария (2005, 2007, 2008, 2010, 2013, 2018, 2024, 2025), Европейския колеж за литературни преводачи в Сенеф, Белгия (2011, 2013, 2014, 2015, 2019, 2023) и други. В периода 2010 – 2013 година е председател на секция „Художествена литература“, а от 2016 до 2019 година – заместник-председател по проектната дейност на Съюза на преводачите в България.

## Преводи

### Хуманитарни науки
- Едуар Шюре, Велики посветени. Очерк върху тайната история на религиите, т. 3: Платон, Иисус, изд. „Евразия-Абагар“, С., 1992.
- Морис Надо, История на сюрреализма, изд. „Аргес“, С., 1993.
- Гастон Башлар, Поетика на мечтанието, изд. „Аргес“, С., 1994.
- Еманюел Левинас, Времето и другото, изд. „Сонм“, С., 1995.
- Мирча Елиаде, Трактат по история на религиите, изд. „Лик“, С., 1995.
- Жак Дерида, Гласът и феноменът, изд. „Лик“, С., 1995.
- Анри Бергсон, Смехът, изд. „Сонм“, С., 1996; второ преработено издание: Смехът. Есе за значението на комичното, изд. „Сонм“, С., 2020.[2]
- Мирча Елиаде, Шаманизмът и архаичните техники на екстаза, изд. „Лик“, С., 1996.
- Жан-Пол Сартр, Философски ситуации, изд. „ЕА“, Плевен, 1997.
- Еманюел Левинас, Хуманизъм към другия човек, изд. „Сонм“, С., 1997.
- Емил Чоран, История и утопия, изд. „Лик“, С., 1997 (в сътрудничество с Веселин Праматаров).
- Мирча Елиаде, История на религиозните идеи и вярвания, т. 1: От каменната епоха до Елевсинските мистерии, изд. „Христо Ботев“, С., 1997.
- Марк Блок, Апология на историята, или занаятът на историка, изд. „Сонм“, С., 1997 (в сътрудничество с Веселин Праматаров).
- Еманюел Левинас, Собствени имена, изд. „Сонм“, С., 1998 (в сътрудничество с Веселин Праматаров).[3]
- Жан-Пол Сартр, Истина и съществуване, изд. „Сонм“, С., 1998.
- Жан-Франсоа Лиотар, Нечовешкото, изд. „Сонм“, С., 1999 (в сътрудничество с Веселин Праматаров и Росица Пиронска).
- Антонен Арто, Театърът и неговият двойник, изд. „Сонм“, С., 1999; второ преработено издание, изд. „Сонм“, С., 2022.
- Еманюел Левинас, Другост и трансцендентност, изд. „Сонм“, С., 1999.
- Огюст Конт, Трактат върху позитивния дух, изд. „Сонм“, С., 2000.
- Еманюел Левинас, Другояче от битието, или отвъд същността, изд. „Сонм“, С., 2002.[4]
- Емил Дюркем, За разделението на обществения труд, изд. „Сонм“, С., 2002 (в сътрудничество с Чавдар Ценов)
- Люс Иригаре, Този пол, който не е един, изд. „Сонм“, С., 2003 г. (в сътрудничество с Татяна Батулева).
- Чарлз Тейлър, Изворите на Аза. Формирането на модерната идентичност, изд. „Сонм“, С., 2003.
- Пол Рикьор, Самият себе си като някой друг, изд. „ЕА“, Плевен, 2004.
- Леон Поляков, Арийският мит, изд. „Сонм“, С., 2004.
- Жан Старобински, Действие и реакция, изд. „Сонм“, С., 2005.
- Пол Рикьор, Паметта, историята, забравата, изд. „Сонм“, С., 2006.
- Пол Рикьор, Пътят на разпознаването, три студии, изд. „Сонм“, С., 2006.
- Патрик Фаро, Морал и социология, изд. „Сонм“, С., 2006.
- Жил Дельоз и Феликс Гатари, Кафка. За една малка литература, изд. „Сонм“, С., 2009.[5]
- Витолд Гомбрович, Лекции по философия в рамките на шест часа и четвърт, изд. „Сонм“, С., 2020.[6]
- Жан-Франсоа Лиотар, Феноменологията, изд. „Сонм“, С., 2021.[7]
- Жизел Сапиро, Социология на литературата, изд. „Сонм“, С., 2023.[8]
- Владимер Янкелевич, Иронията, изд. „Сонм“, С., 2023. (съвместно с Калоян Праматаров).[9]
- Еманюел Муние, Персонализмът, изд. „Сонм“, С., 2024.
- Етиен Барилие, Изгнание и музика, изд. „Сонм“, С., 2024.

### Художествена литература
- Шарл Перо, Приказки от стари времена, изд. „Д. Яков“, С., 1992, 1997, 2000.
- Александър Дюма, Тримата мускетари, изд. „Д. Яков“, С., 1992, 1997, 2017 – съвместен превод с Лъчезар Живин.
- Антоан дьо Сент Екзюпери, Малкият принц, изд. „Д. Яков“, С., 1995.
- „Красавицата и Звяра“ и други приказки от френски писатели, изд. „Д. Яков“, С., 1995 – превод (в сътрудничество с Валентин Панджаров) и съставителство.
- Приказки от френски писателки, изд. „Сонм“, С., 1997 – превод (в сътрудничество с Валентин Панджаров) и съставителство.
- Албер Камю, Опаката и лицевата страна, изд. „Лик“, С., 1997.
- Натали Сарот, Tu не се обичаш, сп. „Съвременник“, бр. 3, 1997 г., С., стр. 14 – 92.
- Жорж Алда, Щастливите минути, изд. „Сонм“, С., 2000.
- Жорж Алда, Мария от Магдала, изд. „Сонм“, С., 2003.
- Мадам Д'Оноа, Приказки за прочути феи, изд. „Сонм“, С., 2010.
- Анатол Франс, Приказка за Абей Кларидска, принцеса на джуджетата, изд. „Сонм“, С., 2010.
- Франц Хеленс, Двойникът и други фантастични истории, изд. „Сонм“, С. 2013.
- Анонимен автор от края на 18 век, Пътуване до Висбек, изд. „Сонм“, 2013.[10]
- Корин Хукс, Роклята ми не е измачкана, изд. „Алтера“, С. 2014.
- Жак Шесекс, Един евреин за назидание, изд „Сонм“, С., 2014.
- Корин Хукс, Голямото меню, изд. „Сонм“, С., 2014.[11]
- Карол Фив, Когато станем щастливи, изд. „Сонм“, С., 2016.[12]
- Алексей Николаевич Толстой, Приказки, изд. „Сонм“, С., 2017.
- Жан-Марк Тюрин, Теа от Поречието, изд. „Сонм“, С., 2019.
- Жорж Роденбах, Призванието, изд. „Сонм“, С., 2020.[13]
- Маргьорит Дюрас, Материалният живот (Маргьорит Дюрас разказва на Жером Божур), изд. „Сонм“, С., 2020.[14]
- Емил Верхарен, Поезия в проза, изд. „Сонм“, С., 2021.[15][16]
- Андре Байон, Умопомрачения: Думите. Церебрална драма и Ева и Кики. Семейна драма, изд. „Сонм“, С., 2021.[17]
- Андре Жид, Трактати („Трактат за Нарцис. Теория на символа“, „Любовният опит, или Трактат за напразното желание“, „Ел-Хадж, или Трактат за мнимия пророк“, „Филоктет, или Трактат за трите вида нравственост“, „Завръщането на блудния син“), изд. „Сонм“, С., 2022.[18]
- Венсан Енгел, Старците вече не говорят, изд. „Сонм“, С., 2022.[19]

### Съставител
Съставител е на поредици „Ризома“, „Перо“, „Гласове“, „Литературно пространство“, „Прозата на европейския декаданс“ при издателство „Сонм“.
- Поредица „Ризома“ е предназначена да представя ключови трудове из областта на съвременната философия. В нея са публикувани творби на автори като Еманюел Левинас, Жак Дерида, Жан-Франсоа Лиотар, Юзеф Тишнер, Чарлз Тейлър, Жан Старобински, Пол Рикьор и др.
- Поредица „Перо“ включва философска есеистика на автори като Анри Бергсон, Огюст Конт, Марек Биенчик, Петер Надаш, Лешек Колаковски и др.
- Поредица „Гласове“ включва трудове из областта на съвременната социология и история на автори като Марк Блок, Емил Дюркем, Едуард Халет Кар, Леон Поляков, Патрик Фаро, Франсоа Дос и др.
- Поредица „Литературно пространство“ съдържа ярки творби на изтъкнати съвременни европейски писатели, малко познати на българския читател. В нея са публикувани автори като Жорж Алда, Петер Естерхази, Йовица Ачин и др.
- Поредица „Прозата на европейския декаданс“ включва знакови творби на европейски писатели от края на XIX - началото на ХХ век, повлияни от декадентската естетика и наложили нови образци в модерната литература. В поредицата са представени автори като Марсел Швоб, Фьодор Сологуб, Жорж Роденбах, Емил Верхарен, Антун Густав Матош, Луи Куперюс, Михай Бабич.

## Награди и творчески стипендии
Награда на Съюза на преводачите в България и Центъра за изкуства „Сорос“ за превода на книгата на Мирча Елиаде „Шаманизмът и архаичните техники на екстаза“ през 1996 г.
Творческа стипендия „Паул Целан“ на Института за науки за човека във Виена, Австрия през 2001 г.
Творческа стипендия за подкрепа на преводачите на белгийска литература на Федерация „Валония - Брюксел“ и Международния дом на литературата „Паса Порта“, Белгия през 2021 г.
Един от четиримата лауреати в конкурса „Лорен в Лавини“ на Международен преводачески колеж „Лорен“, Швейцария и фондация „Хайнрих Мария и Джейн Ледиг-Роволт“ през 2022 г.
Творческа стипендия на Швейцарската културна фондация „Про Хелвеция“ за превода на есеистичната творба „Изгнание и музика“ от проф. Етиен Барилие през 2023 г.
Стипендия за високи постижения „Регула Реншлер“ на Асоциация „Преводачески колеж „Лорен“, Швейцария през 2024 г.